# 神奈川県警察
神奈川県警察（かながわけんけいさつ、Kanagawa Prefectural Police）は、神奈川県に置かれた警察組織。神奈川県を管轄区域とし、神奈川県警と略称する。神奈川県公安委員会の管理を受ける。関東管区警察局管内。本部所在地は横浜市中区海岸通2丁目4番地、庁舎は20階建て91.8mの高層ビルである。

## 沿革
- 1954年（昭和29年）7月1日 - 警察法施行により神奈川県警察発足。
- 1955年（昭和30年）7月1日 - 防犯部を新設。総務部秘書課を総務課に改称。警務部に監察官室および厚生課を、刑事部に捜査第三課を警備部に警備第三課および機動隊をそれぞれ新設。横浜市警察を統合。横浜市警察部を新設。
- 1961年（昭和36年）4月1日 - 交通部を新設。併せて交通第三課を新設。防犯部を保安部に改称し防犯少年課を防犯課・少年課に分割。総務部に印刷統計課を新設。警備部警備第一課・警備第二課・警備第三課を公安課・外事課・警備課にそれぞれ改称。
- 1965年（昭和40年）11月25日 - 保安部および横浜市警察部に通信指令課を新設。
- 1971年（昭和46年）
  - 4月1日 - 保安部に神奈川県警察自動車警ら隊を新設。
  - 6月1日 - 交通部に神奈川県警察高速道路交通警察隊を新設。
- 1974年（昭和49年）4月1日 - 警ら部を新設し外勤課を警ら企画課・警ら指導課に分割。通信指令課および神奈川県警察自動車警ら隊を警ら部に移管。
- 1991年（平成3年） - 現庁舎落成（鉄筋コンクリート地下3階、地上20階建て、延床面積58.774平方メートル）[5]。
- 2021年（令和3年）9月10日 - 警備部外事課を外事第一課・外事第二課に分割し、国際テロ対策室およびオリンピック・パラリンピック対策課を廃止[6]。
- 2022年（令和4年）4月1日 - 組織改正で総務部会計課に神奈川県警察会計支援室を、総務部施設課に神奈川県警察リニューアル準備室を、交通部運転教育課に神奈川県警察高齢運転者支援室をそれぞれ新設。地域部地域指導課を地域総務課地域指導室に再編、航空隊を地域部地域課から警備部警備課に所属変更[7]。

## 組織

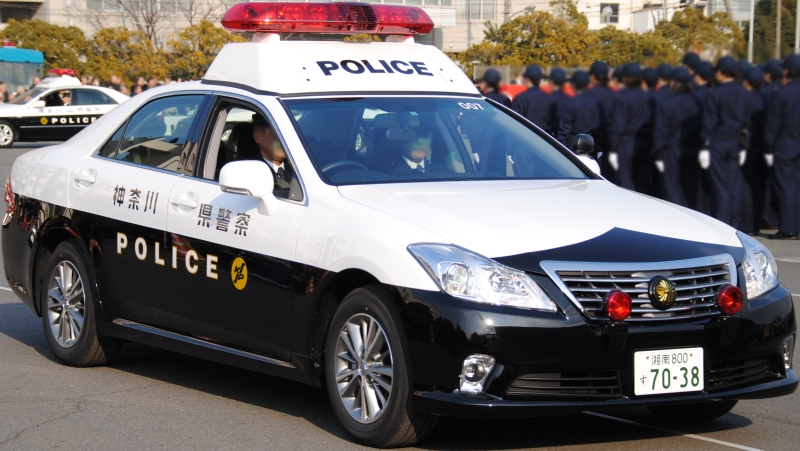
自動車警ら隊パトカー
（200系クラウン・新デザイン）

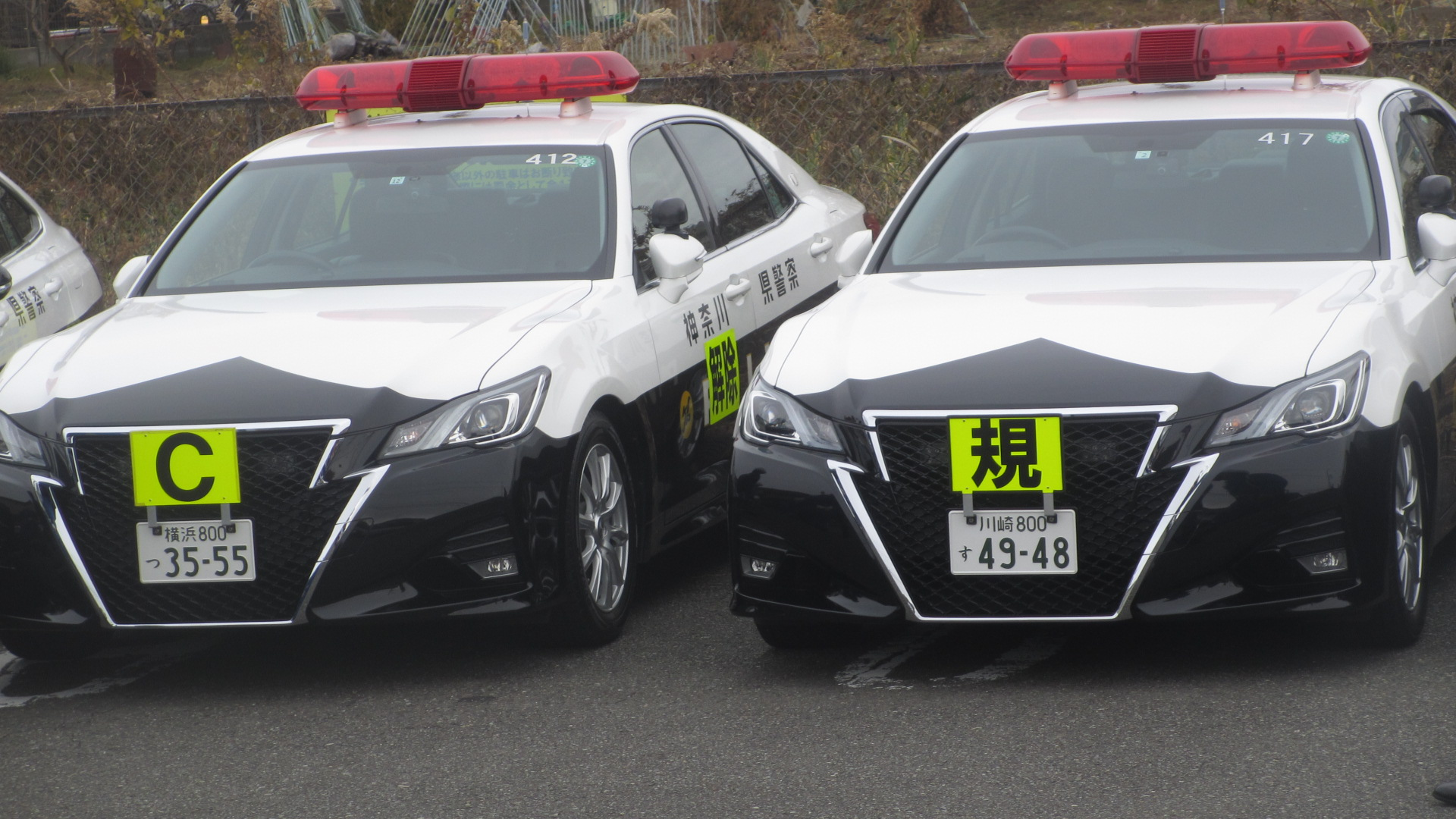
交通機動隊交通取締用四輪車（交通取締用無線自動車）
（210系クラウンアスリート）

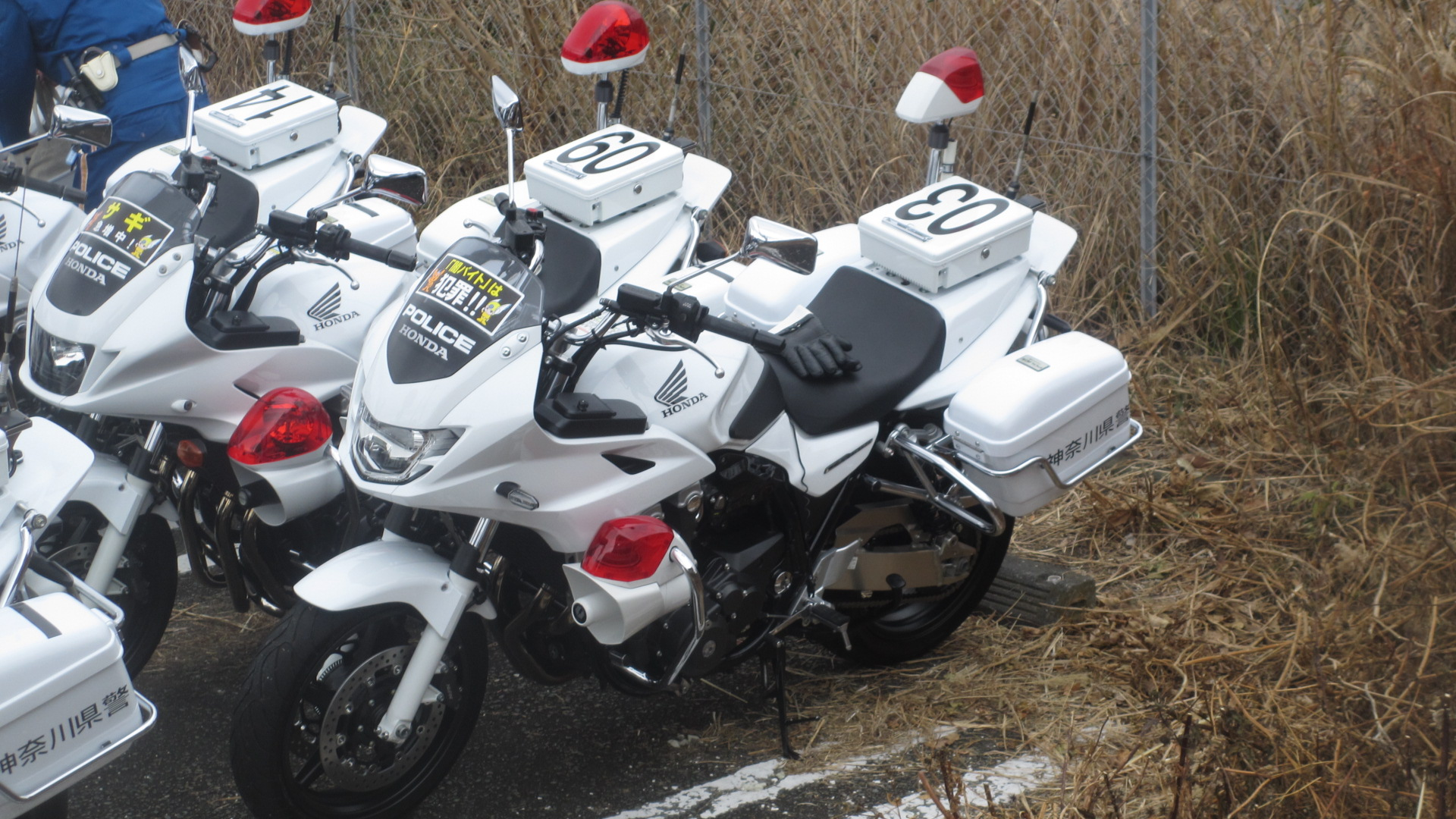
白バイ
（ホンダ・CB1300P）

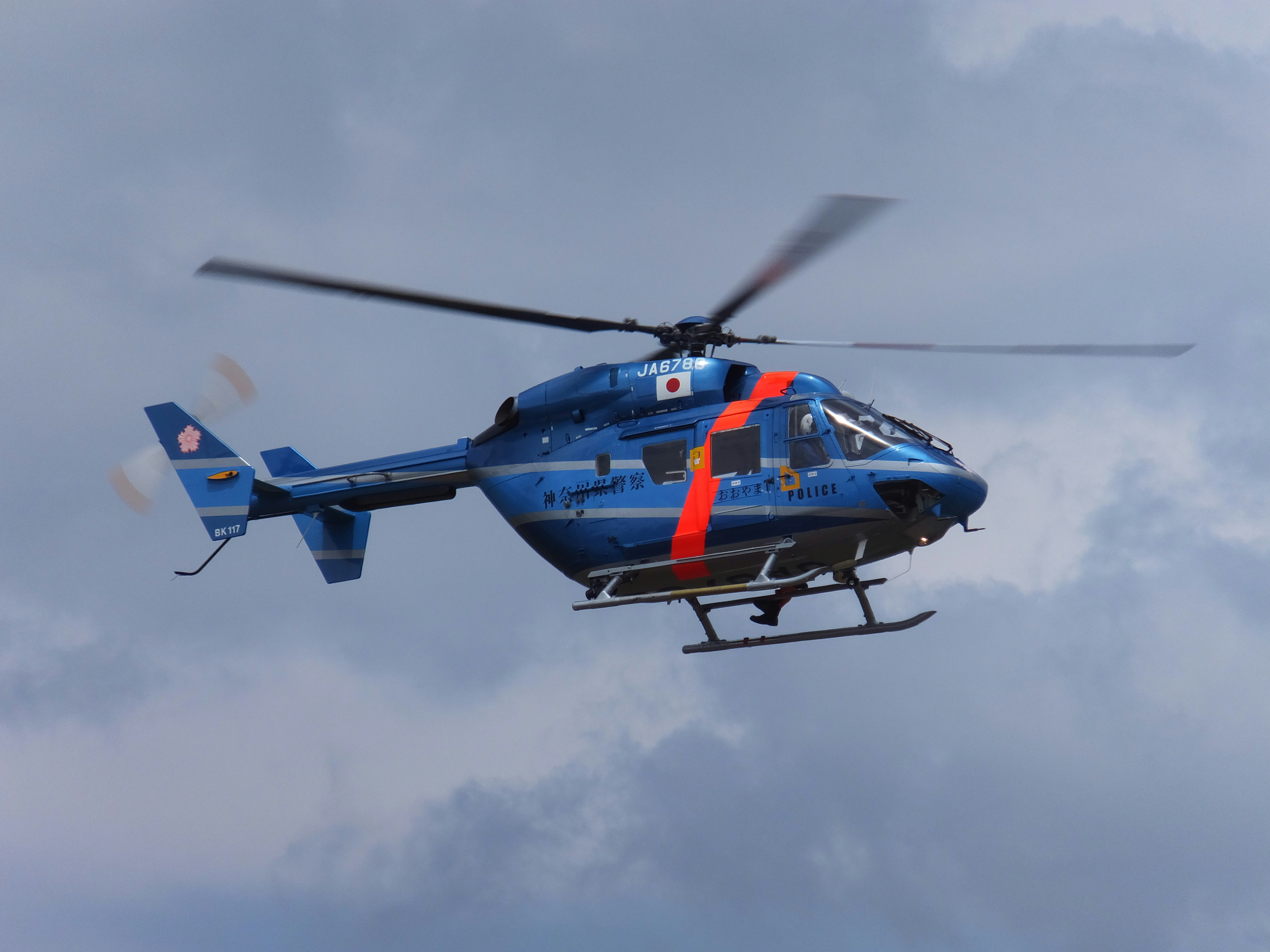
航空隊のヘリコプター
BK117B-2「おおやま」

大規模警察本部であり、本部長の階級は警視監。

以下はいずれも2024年4月現在

### 総務部
- 総務課
  - 神奈川県警察公安委員会室
  - 神奈川県警察情報公開室
  - 神奈川県警察取調べ監督室
- 広報県民課
  - 警察総合相談室
  - 神奈川県警察音楽隊（昭和9年、発足地不明→昭和34年2月11日、川崎市木月→昭和56年2月10日、横浜市金沢区にそれぞれ移転[9]。）
- 会計課
  - 神奈川県警察監査室
  - 神奈川県警察会計支援室
- 施設課
  - 神奈川県警察庁舎管理室
  - 神奈川県警察リニューアル準備室
- 装備課
- 情報管理課
  - 神奈川県警察情報技術推進室
- 留置管理課

### 警務部
- 警務課
  - 神奈川県警察企画室
  - 神奈川県警察採用センター
  - 神奈川県警察被害者支援室
- 教養課
  - 神奈川県警察通訳センター
- 厚生課
  - 神奈川県警察健康管理センター
- 監察官室

### 生活安全部
- 生活安全総務課
  - 神奈川県警察犯罪抑止対策室
  - 神奈川県警察生活安全特別捜査隊
- 人身安全対策課
- 少年育成課
- 少年捜査課
- 生活経済課
- 生活保安課
- サイバー犯罪捜査課

### 地域部
- 地域総務課
  - 神奈川県警察地域指導室
- 通信指令課
- 神奈川県警察自動車警ら隊 本隊は横浜市南区中村町[10]。本隊以下8分駐所（神奈川区西神奈川[10]・幸[10]・青葉[10]・相模原[10]・小田原[10]・平塚[10]・綾瀬[10]・横須賀[10]）が存在する。
- 神奈川県警察鉄道警察隊 本隊は横浜市西区（横浜駅[11]。本隊以下4分駐所（新横浜[11]・川崎[11]・小田原[11]・海老名[11]）が存在する。

### 刑事部
- 刑事総務課
  - 神奈川県警察刑事特別捜査隊
  - 神奈川県警察捜査支援室
- 捜査第一課
  - 神奈川県警察検視室
- 捜査第二課
  - 神奈川県警察告訴センター
- 捜査第三課
- 鑑識課
- 神奈川県警察機動捜査隊
- 神奈川県警察科学捜査研究所

#### 組織犯罪対策本部
- 組織犯罪分析課
  - 神奈川県警察犯罪収益対策室
- 暴力団対策課
  - 神奈川県警察暴力団排除対策室
  - 神奈川県警察特殊詐欺対策室
- 薬物銃器対策課
- 国際捜査課

### 交通部
- 交通総務課
  - 交通相談センター
  - 交通事故防止対策隊
  - 交通安全センター（所在地は横浜市旭区。）
- 交通規制課
  - 神奈川県警察都市交通対策室
  - 本部交通管制センター
  - 川崎交通管制センター
  - 横須賀交通管制センター
  - 藤沢交通管制センター
  - 相模原交通管制センター
  - 平塚交通管制サブセンター
  - 小田原交通管制サブセンター
  - 秦野交通管制サブセンター
  - 厚木交通管制サブセンター
- 交通指導課
  - 神奈川県警察交通反則通告センター（所在地は横浜市旭区。）
- 交通捜査課
  - 神奈川県警察暴走族対策室
- 駐車対策課
  - 神奈川県警察放置違反金センター（所在地は横浜市旭区。）
- 神奈川県警察第一交通機動隊｛隊本部は横浜市南区。本隊以下2分駐所（幸・横須賀）が存在する。｝
- 神奈川県警察第二交通機動隊｛隊本部は厚木市。本隊以下3分駐所（相模原・茅ヶ崎・小田原）及び3連絡所（赤羽根・西久保・西湘）が存在する。｝
- 神奈川県警察高速道路交通警察隊[12] - 隊本部は川崎市宮前区[12]。本隊以下6分駐所 厚木(管轄区域:東名高速道路、所在地:厚木市岡田)[12]・大黒(管轄区域:首都高速道路湾岸線・大黒線・川崎線、所在地:横浜市鶴見区)[12]・みなとみらい(管轄区域:首都高速道路横羽線・三ッ沢線・狩場線・横浜北線・横浜北西線、所在地:横浜市西区)[12]・朝比奈(管轄区域:横浜横須賀道路・保土ヶ谷バイパス・本町山中道路・三浦縦貫道路、所在地:横浜市金沢区)[12]・港北(管轄区域:第三京浜道路・横浜新道、所在地:横浜市都筑区)[12]・さがみ(管轄区域:圏央道・新湘南バイパス・新東名高速道路、所在地:厚木市中依知)[12]が存在する。

#### 運転免許本部
- 運転免許課
- 運転教育課
  - 神奈川県警察高齢運転者支援室

### 警備部
- 公安第一課
- 公安第二課
  - 神奈川県警察警衛警護室
- 公安第三課
- 外事第一課
- 外事第二課
- 警備課
  - 神奈川県警察航空隊（所在地は横浜市金沢区[13]。他に厚木分駐隊が存在する[13]。）
- 危機管理対策課
- 神奈川県警察第一機動隊（所在地は横浜市金沢区[14]。）
- 神奈川県警察第二機動隊（所在地は川崎市中原区[14]。）

### サイバーセキュリティ対策本部
- 庶務係
- 企画係
- 対策係
- 技術支援係
- 人材育成係

### 横浜市警察部
横浜市西区所在。第一、第二方面担当

### 川崎市警察部
川崎市中原区（中原警察署内）所在。第三方面担当

### 相模原市警察部
相模原市南区所在。第四方面担当。

### 相模方面本部
藤沢市（藤沢警察署内）所在。第五、第六方面担当

### 神奈川県警察学校
横浜市栄区所在。（本校）
- 庶務部
  - 庶務課[15]
- 第一教養部
- 第二教養部
- 木月分校[16]（所在地は川崎市中原区。）
- 由野台分校[16]（所在地は相模原市中央区。）

## 警察署
54の警察署を有する。各署長の階級は、大規模署のうち12署（伊勢佐木・戸部・神奈川・鶴見・港北・川崎・相模原・平塚・小田原・厚木・大和・横須賀）が警視正（国家公務員）、それら以外の各署は警視の者が就く。

### 横浜市警察部の担当区域

#### 第一方面
警察署数は10。※警察車両ナンバー地名は「横浜」。
| ※    | 警察署名称     | 所在地 | 所在地                | 管轄区域 | 管轄区域                                                           |
| ---- | -------------- | ------ | --------------------- | -------- | ------------------------------------------------------------------ |
| 横浜 | 加賀町警察署   | 横浜市 | 中区山下町203         | 横浜市   | 中区北部                                                           |
| 横浜 | 山手警察署     | 横浜市 | 中区本牧宮原1-15      | 横浜市   | 中区東部、磯子区・南区の各一部                                     |
| 横浜 | 磯子警察署     | 横浜市 | 磯子区磯子 1丁目3-5   | 横浜市   | 磯子区（一部を除く）                                               |
| 横浜 | 金沢警察署     | 横浜市 | 金沢区泥亀 2丁目10-1  | 横浜市   | 金沢区                                                             |
| 横浜 | 南警察署       | 横浜市 | 南区大岡 2丁目31-4    | 横浜市   | 南区（一部を除く）                                                 |
| 横浜 | 伊勢佐木警察署 | 横浜市 | 中区山吹町2-3         | 横浜市   | 中区南部                                                           |
| 横浜 | 港南警察署     | 横浜市 | 港南区港南中央通 11-1 | 横浜市   | 港南区                                                             |
| 横浜 | 戸塚警察署     | 横浜市 | 戸塚区戸塚町3158-1    | 横浜市   | 戸塚区                                                             |
| 横浜 | 栄警察署       | 横浜市 | 栄区桂町320-2         | 横浜市   | 栄区                                                               |
| 横浜 | 横浜水上警察署 | 横浜市 | 中区海岸通1丁目1      | 横浜市   | 中区・神奈川区の各一部、鶴見区の一部（鶴見川の一部）、横浜港港湾部 |

#### 第二方面
警察署数は11。※警察車両ナンバー地名は「横浜」。
| ※    | 警察署名称     | 所在地 | 所在地                        | 管轄区域 | 管轄区域                           |
| ---- | -------------- | ------ | ----------------------------- | -------- | ---------------------------------- |
| 横浜 | 戸部警察署     | 横浜市 | 西区戸部本町50-6              | 横浜市   | 西区                               |
| 横浜 | 神奈川警察署   | 横浜市 | 神奈川区神奈川二丁目15番地の3 | 横浜市   | 神奈川区（一部を除く）             |
| 横浜 | 鶴見警察署     | 横浜市 | 鶴見区鶴見中央4丁目33-9       | 横浜市   | 鶴見区（鶴見川の一部・扇島を除く） |
| 横浜 | 保土ケ谷警察署 | 横浜市 | 保土ケ谷区川辺町 2-7          | 横浜市   | 保土ケ谷区                         |
| 横浜 | 旭警察署       | 横浜市 | 旭区本村町33-5                | 横浜市   | 旭区                               |
| 横浜 | 港北警察署     | 横浜市 | 港北区大豆戸町680-1           | 横浜市   | 港北区                             |
| 横浜 | 緑警察署       | 横浜市 | 緑区中山四丁目36番13号        | 横浜市   | 緑区                               |
| 横浜 | 青葉警察署     | 横浜市 | 青葉区市ケ尾町29-1            | 横浜市   | 青葉区                             |
| 横浜 | 都筑警察署     | 横浜市 | 都筑区茅ケ崎中央34-1          | 横浜市   | 都筑区                             |
| 横浜 | 泉警察署       | 横浜市 | 泉区和泉町5867-26             | 横浜市   | 泉区                               |
| 横浜 | 瀬谷警察署     | 横浜市 | 瀬谷区二ツ橋町213-1           | 横浜市   | 瀬谷区                             |

### 川崎市警察部の担当区域

#### 第三方面
警察署数は8。※警察車両ナンバー地名は「川崎」。
| ※    | 警察署名称     | 所在地 | 所在地                    | 管轄区域         | 管轄区域         |
| ---- | -------------- | ------ | ------------------------- | ---------------- | ---------------- |
| 川崎 | 川崎警察署     | 川崎市 | 川崎区日進町25-1          | 川崎市           | 川崎区西部       |
| 川崎 | 川崎臨港警察署 | 川崎市 | 川崎区池上新町 2丁目17-14 | 川崎市           | 川崎区東部       |
| 横浜 | 川崎臨港警察署 | 川崎市 | 川崎区池上新町 2丁目17-14 | 横浜市鶴見区扇島 | 横浜市鶴見区扇島 |
| 川崎 | 幸警察署       | 川崎市 | 幸区南幸町3丁目154-4      | 川崎市           | 幸区             |
| 川崎 | 中原警察署     | 川崎市 | 中原区小杉町3丁目256      | 川崎市           | 中原区           |
| 川崎 | 高津警察署     | 川崎市 | 高津区溝口4丁目5-1        | 川崎市           | 高津区           |
| 川崎 | 宮前警察署     | 川崎市 | 宮前区宮前平 2丁目19-11   | 川崎市           | 宮前区           |
| 川崎 | 多摩警察署     | 川崎市 | 多摩区枡形3丁目1-1        | 川崎市           | 多摩区           |
| 川崎 | 麻生警察署     | 川崎市 | 麻生区古沢86-1            | 川崎市           | 麻生区           |

### 相模原市警察部の担当区域

#### 第四方面
警察署数は4。※警察車両ナンバー地名は「相模」。
| ※    | 地域 | 警察署名称     | 所在地   | 所在地                | 管轄区域 | 管轄区域                         |
| ---- | ---- | -------------- | -------- | --------------------- | -------- | -------------------------------- |
| 相模 | 県央 | 相模原警察署   | 相模原市 | 中央区富士見 1丁目1-1 | 相模原市 | 中央区                           |
| 相模 | 県央 | 相模原南警察署 | 相模原市 | 南区古淵 6丁目29-2    | 相模原市 | 南区                             |
| 相模 | 県央 | 相模原北警察署 | 相模原市 | 緑区西橋本 5丁目4-25  | 相模原市 | 緑区の一部（橋本地区・大沢地区） |
| 相模 | 県央 | 津久井警察署   | 相模原市 | 緑区中野937-2         | 相模原市 | 緑区の一部（旧津久井郡）         |

### 相模方面本部の担当区域

#### 第五方面
警察署数は10。※警察車両ナンバー地名は厚木・大和・座間・海老名署が「相模」、それ以外の警察署は「湘南」である。
| ※    | 地域   | 警察署名称   | 所在地                       | 管轄区域                                                   |
| ---- | ------ | ------------ | ---------------------------- | ---------------------------------------------------------- |
| 湘南 | 湘南   | 平塚警察署   | 平塚市西八幡1丁目3-2         | 平塚市                                                     |
| 湘南 | 湘南   | 秦野警察署   | 秦野市新町5-5                | 秦野市                                                     |
| 湘南 | 湘南   | 伊勢原警察署 | 伊勢原市田中819              | 伊勢原市                                                   |
| 湘南 | 湘南   | 大磯警察署   | 中郡大磯町国府本郷 207-1     | 中郡：大磯町・二宮町                                       |
| 湘南 | 西湘   | 小田原警察署 | 小田原市荻窪350-1            | 小田原市、足柄下郡：箱根町・真鶴町・湯河原町               |
| 湘南 | 足柄上 | 松田警察署   | 足柄上郡松田町松田庶子 477-1 | 南足柄市、足柄上郡：中井町・大井町・松田町・山北町・開成町 |
| 相模 | 県央   | 厚木警察署   | 厚木市水引1丁目11-10         | 厚木市、愛甲郡：愛川町・清川村                             |
| 相模 | 県央   | 大和警察署   | 大和市中央5丁目15-4          | 大和市、綾瀬市                                             |
| 相模 | 県央   | 座間警察署   | 座間市入谷西 5丁目50-23      | 座間市                                                     |
| 相模 | 県央   | 海老名警察署 | 海老名市中央5丁目5-1         | 海老名市                                                   |

#### 第六方面
警察署数は11。※警察車両ナンバー地名は藤沢・藤沢北・茅ケ崎署が「湘南」、それ以外の警察署は「横浜」である。
| ※    | 地域     | 警察署名称     | 所在地                    | 管轄区域                 |
| ---- | -------- | -------------- | ------------------------- | ------------------------ |
| 横浜 | 三浦半島 | 横須賀警察署   | 横須賀市新港町1-10        | 横須賀市中部・西部       |
| 横浜 | 三浦半島 | 田浦警察署     | 横須賀市船越町5丁目31     | 横須賀市北部             |
| 横浜 | 三浦半島 | 横須賀南警察署 | 横須賀市久里浜1丁目18-1   | 横須賀市東部             |
| 横浜 | 三浦半島 | 三崎警察署     | 三浦市三崎町六合3         | 三浦市                   |
| 横浜 | 三浦半島 | 葉山警察署     | 三浦郡葉山町一色2034      | 三浦郡：葉山町           |
| 横浜 | 三浦半島 | 逗子警察署     | 逗子市桜山4丁目8-41       | 逗子市                   |
| 横浜 | 三浦半島 | 鎌倉警察署     | 鎌倉市由比ガ浜 2丁目11-26 | 鎌倉市南部               |
| 横浜 | 三浦半島 | 大船警察署     | 鎌倉市大船1709-2          | 鎌倉市北部               |
| 湘南 | 湘南     | 藤沢警察署     | 藤沢市本鵠沼4丁目1-8      | 藤沢市南部               |
| 湘南 | 湘南     | 藤沢北警察署   | 藤沢市円行5丁目2-1        | 藤沢市北部               |
| 湘南 | 湘南     | 茅ケ崎警察署   | 茅ヶ崎市茅ヶ崎 3丁目4-16  | 茅ヶ崎市、高座郡：寒川町 |

## 歴代本部長
| 氏名       | 在任期間                                             | 前職                                                            | 後職                                                            |
| ---------- | ---------------------------------------------------- | --------------------------------------------------------------- | --------------------------------------------------------------- |
| 中山好雄   | 1985年（昭和60年）8月7日 -1987年（昭和62年）6月16日  | 警察庁刑事局保安部長                                            | 辞職                                                            |
| 菊岡平八郎 | 1987年（昭和62年）6月16日 -1989年（平成元年）4月1日  | 千葉県警察本部長                                                | 関東管区警察局長                                                |
| 福永英男   | 1989年（平成元年）4月1日 -1990年（平成2年）9月4日    | 静岡県警察本部長                                                | 辞職                                                            |
| 立花昌雄   | 1990年（平成2年）9月4日 -1992年（平成4年）4月1日     | 警視庁刑事部長                                                  | 近畿管区警察局長                                                |
| 横尾敏夫   | 1992年（平成4年）4月1日 -1993年（平成5年）3月31日    | 警察大学校副校長                                                | 辞職                                                            |
| 杉田和博   | 1993年（平成5年）3月31日 -1994年（平成6年）10月18日  | 警察庁長官官房総務審議官                                        | 警察庁警備局長                                                  |
| 渡邊泉郎   | 1994年（平成6年）10月18日 -1997年（平成9年）1月17日  | 警視庁公安部長                                                  | 関東管区警察局長                                                |
| 石川重明   | 1997年（平成9年）1月17日 -1998年（平成10年）10月7日  | 警視庁刑事部長                                                  | 関東管区警察局長                                                |
| 深山健男   | 1998年（平成10年）8月6日 -1999年（平成11年）10月7日  | 警察庁長官官房審議官（生活安全局担当）                          | 辞職                                                            |
| 村上德光   | 1999年（平成11年）10月7日 -2001年（平成13年）9月14日 | 警察庁長官官房付                                                | 警察庁長官官房国際部長                                          |
| 栗本英雄   | 2001年（平成13年）9月14日 -2002年（平成14年）8月2日  | 警視庁刑事部長                                                  | 警察庁刑事局長                                                  |
| 末綱隆     | 2002年（平成14年）8月2日 -2004年（平成16年）8月20日  | 警察庁長官官房首席監察官                                        | 警視庁副総監                                                    |
| 伊藤茂男   | 2004年（平成16年）8月20日 -2006年（平成18年）4月6日  | 警視庁公安部長                                                  | 警察庁長官官房審議官（警備局担当）                              |
| 井上美昭   | 2006年（平成18年）1月23日 -2007年（平成19年）9月5日  | 警視庁刑事部長                                                  | 警察庁長官官房審議官（生活安全局担当）                          |
| 田端智明   | 2007年（平成19年）9月5日 -2009年（平成21年）4月6日   | 警視庁組織犯罪対策部長                                          | 公安調査庁調査第一部長                                          |
| 渡辺巧     | 2009年（平成21年）4月6日 -2011年（平成23年）2月8日   | 早稲田大学社会安全政策研究所客員教授 →警察庁長官官房付          | 中部管区警察局長                                                |
| 久我英一   | 2011年（平成23年）2月8日 -2013年（平成25年）4月5日   | 警視庁警備部長                                                  | 皇宮警察本部長                                                  |
| 石川正一郎 | 2013年（平成25年）4月5日 -2014年（平成26年）4月1日   | 警視庁公安部長                                                  | 内閣官房副長官補付内閣審議官 ＝内閣官房拉致問題対策本部事務局長 |
| 松本光弘   | 2014年（平成26年）4月1日 -2015年（平成27年）8月4日   | 警視庁公安部長→警察庁長官官房付                                 | 警察庁警備局外事情報部長                                        |
| 島根悟     | 2015年（平成27年）8月4日 -2017年（平成29年）8月10日  | 警察庁長官官房政策評価審議官 兼長官官房審議官（生活安全局担当） | 警視庁副総監                                                    |
| 斉藤実     | 2017年（平成29年）8月10日 -2018年（平成30年）7月31日 | 警察庁長官官房総括審議官兼警備局付                              | 警視庁副総監                                                    |
| 古谷洋一   | 2018年（平成30年）7月31日 -2020年（令和2年）1月16日  | 警視庁警務部長                                                  | 警察庁長官官房付→中部管区警察局長                               |
| 大賀真一   | 2020年（令和2年）1月17日 -2021年（令和3年）1月15日   | 警視庁刑事部長                                                  | 警察庁長官官房付→警察庁刑事局組織犯罪対策部長                   |
| 山本仁     | 2021年（令和3年）1月15日 -2022年（令和4年）1月14日   | 警察庁長官官房総括審議官                                        | 警視庁副総監                                                    |
| 林学       | 2022年（令和4年）1月14日 -2023年（令和5年）3月22日   | 警察庁警備局警備運用部長                                        | 警察庁長官官房付                                                |
| 直江利克   | 2023年（令和4年）3月22日 -2024年（令和6年）8月8日    | 警視庁警務部長                                                  | 皇宮警察本部長                                                  |
| 和田薫     | 2024年（令和6年）8月8日 -                            | 警察大学校副校長兼警察庁長官官房審議官（生活安全局担当）        |                                                                 |

## 装備
- パトカー
- 白バイ
- 警備艇

2024年7月現在、いずれも横浜水上警察署所属。
- - 神1 そうぶ[17]
    - 総トン数 21トン
    - 全 長 18.2m
    - 最大速力 40ノット(約74km/h)
    - 定 員 11人
    - 竣 工 平成11年

  - 神2 あしがら[17]
    - 総トン数 21トン
    - 全 長 18.51m
    - 最大速力 40ノット(約74km/h)
    - 定 員 11人
    - 竣 工 平成21年

  - 神3 つるぎ[17]
    - 総トン数 10トン
    - 全 長 14m
    - 最大速力 40ノット(約74km/h)
    - 定 員 14人
    - 竣 工 平成25年

  - 神5 はこね[17]
    - 総トン数 10トン
    - 全 長 14m
    - 最大速力 40ノット(約74km/h)
    - 定 員 14人
    - 竣 工 平成23年

  - 神6 みうら[17]
    - 総トン数 10トン
    - 全 長 13.98m
    - 最大速力 40ノット(約74km/h)
    - 定 員 14人
    - 竣 工 平成21年

  - 神7 ちどり[17]
    - 総トン数 1.5トン
    - 全 長 5.44m
    - 最大速力 28ノット(約52km/h)
    - 定 員 5人
    - 竣 工 平成5年

  - 神8 はやかぜ[17]
    - 総トン数 10トン
    - 全 長 14m
    - 最大速力 40ノット(約74km/h)
    - 定 員 14人
    - 竣 工 平成28年

  - 神11 やまゆり[17]
    - 総トン数 1.3トン
    - 全 長 6.5m
    - 最大速力 29ノット(約54km/h)
    - 定 員 6人
    - 竣 工 平成6年

  - はやぶさ[17]
    - 総トン数 0.1トン
    - 全 長 3.15m
    - 最大速力 31ノット(約54km/h)
    - 定 員 3人
    - 竣 工 平成12年

以下は2024年7月現在所在が不明
- - 神9 さくら 葉山 8m型
  - 神13 つつじ[18] 厚木（宮ヶ瀬湖） 8m型
  - (退役) 神3 そうぶ 横浜水上 12m型
  - (退役) 神4 ゆり 横浜水上 12m型
  - (退役) 神12 はやま[19] 葉山 12m型 -2009/10/8
- ヘリコプター（警備部警備課[13]航空隊所属）

いずれも2023年11月現在
- - かもめ（ベル式206L-4型JA07KP)[20]
  - たんざわ（ユーロヘリAS365N3型JA03KP）[20]
  - はまかぜ（アグスタ A109JA14KP）[20]
  - おおやま（川崎式BK117C-2型 JA16KP）[20]
  - 川崎式BK117B-2型JA6780（おおやま） （2016年8月に抹消）
  - 川崎式BK117B-1型JA9626（さがみ）（2011年7月に廃止）

## マスコットキャラクター
- ピーガルくん[21]

police（警察）のPとsea gull（カモメ＝県鳥）のgullを組み合わせたものが名前の由来。神奈川県警察のマーク入り黄色ヘルメットと、カモメの羽を耳につけている。
カモメの羽をつけた耳は、県民の声と明日の夢をキャッチし、未来に向け大きく飛躍するさわやかなイメージを表現。その愛くるしい姿で「子供からお年寄りまで愛される」親しみのある神奈川県警察を表す。カラーリングは、ぬくもりを感じさせる「黄色」、カモメと海の色である「白と青」を基調とする。
1992年の新庁舎完成にあわせ、シンボル・マスコットとして決定した。ポーズには「敬礼」「バンザイ」「飛行」等、幾つかの絵柄が存在する。
- リリポちゃん[21]

県の花である「やまゆり」から「ゆり」を意味する「リリー」とPOLICEの頭文字PO（ポ）を組み合わせたものが名前の由来。スカーフを着用し、ベルトにハートをあしらっている。
神奈川県警察の優しさや温かさをイメージした「ピンク」を基調として、白いブーツやベルトは爽やかさを表現している。

## 機動隊部隊マーク
- 第一機動隊、第二機動隊
  - ウイングマーク[14]中央に各隊ごと1～2

- 関東管区機動隊（加賀町・伊勢佐木・戸部・神奈川・鶴見・港北・川崎・中原・相模原・平塚・小田原・厚木・大和・横須賀・藤沢の各署に配備）
  - 丸に笹竜胆（識別記号は赤ダイヤ）

## 備考
- 各警察署のホームページのアドレスには整理番号がある（警視庁でも各警察署ホームページのアドレスに所属方面本部を表す数字（1～10）を使用）[要出典]。
- 2018年11月、全国の警察で初めて国際組織犯罪防止条約に基づく捜査共助を適用した[22]。